# Burlington (Iowa)
Pour les articles homonymes, voir Burlington.
La ville de Burlington est le siège du comté de Des Moines, dans l'État de l’Iowa, aux États-Unis. Sa population s’élevait à 25 663 habitants lors du recensement de 2010, estimée à 25 277 habitants en 2016.

## Histoire
Burlington a été fondée en 1833 sous le nom de Flint Hills. Le premier Américain qui a acheté des terres dans le secteur lui a donné le nom de sa ville d’origine : Burlington, dans le Vermont. À ses débuts, elle était également connue sous le nom de Burr-ville.

## Transports
Burlington possède un aéroport (Burlington Municipal Airport, code AITA : BRL).

## Source
- (en) Cet article est partiellement ou en totalité issu de l’article de Wikipédia en anglais intitulé « Burlington, Iowa » (voir la liste des auteurs).